# Start (cigarety)

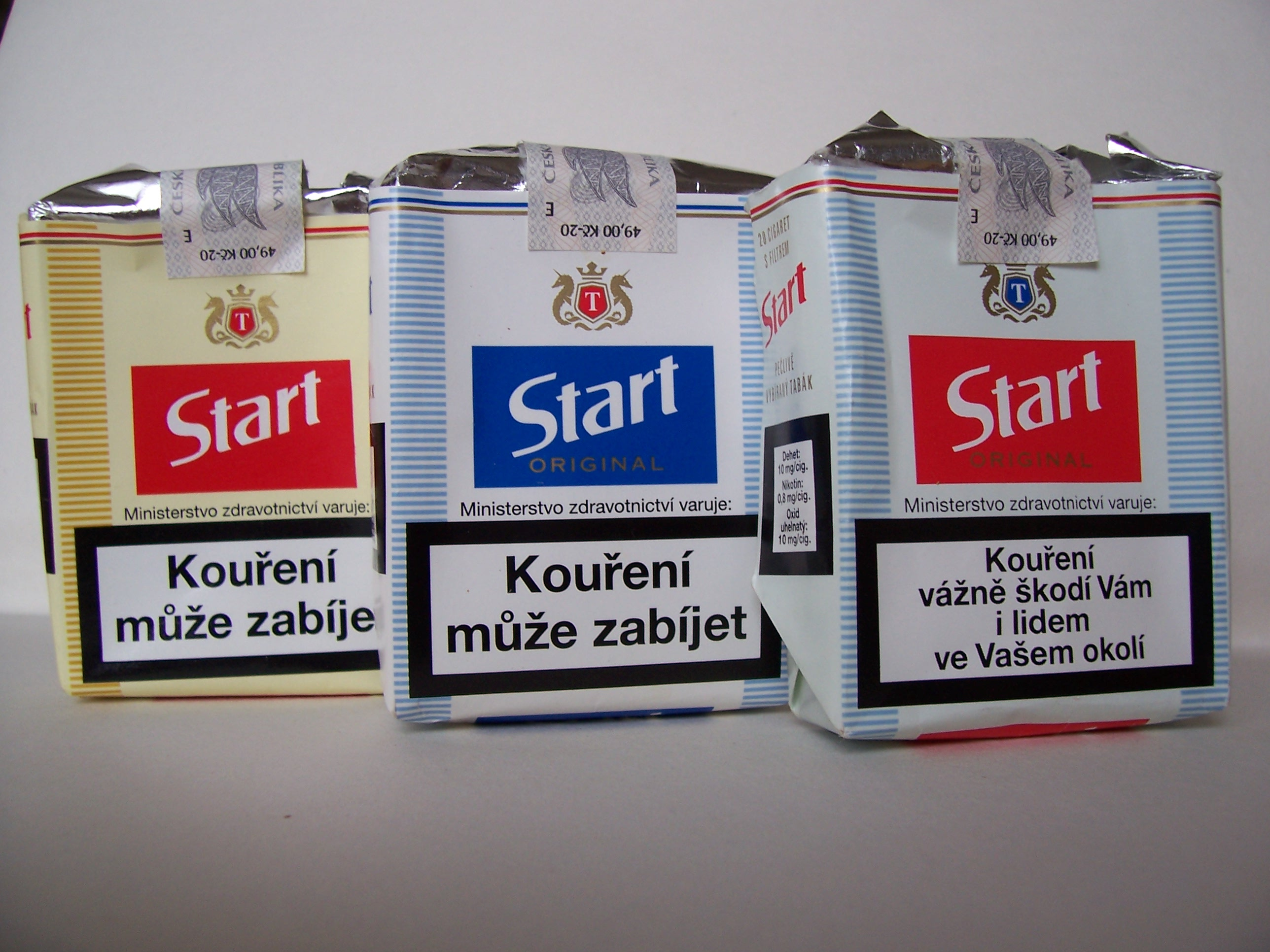
Řada cigaret Start v měkké krabičce

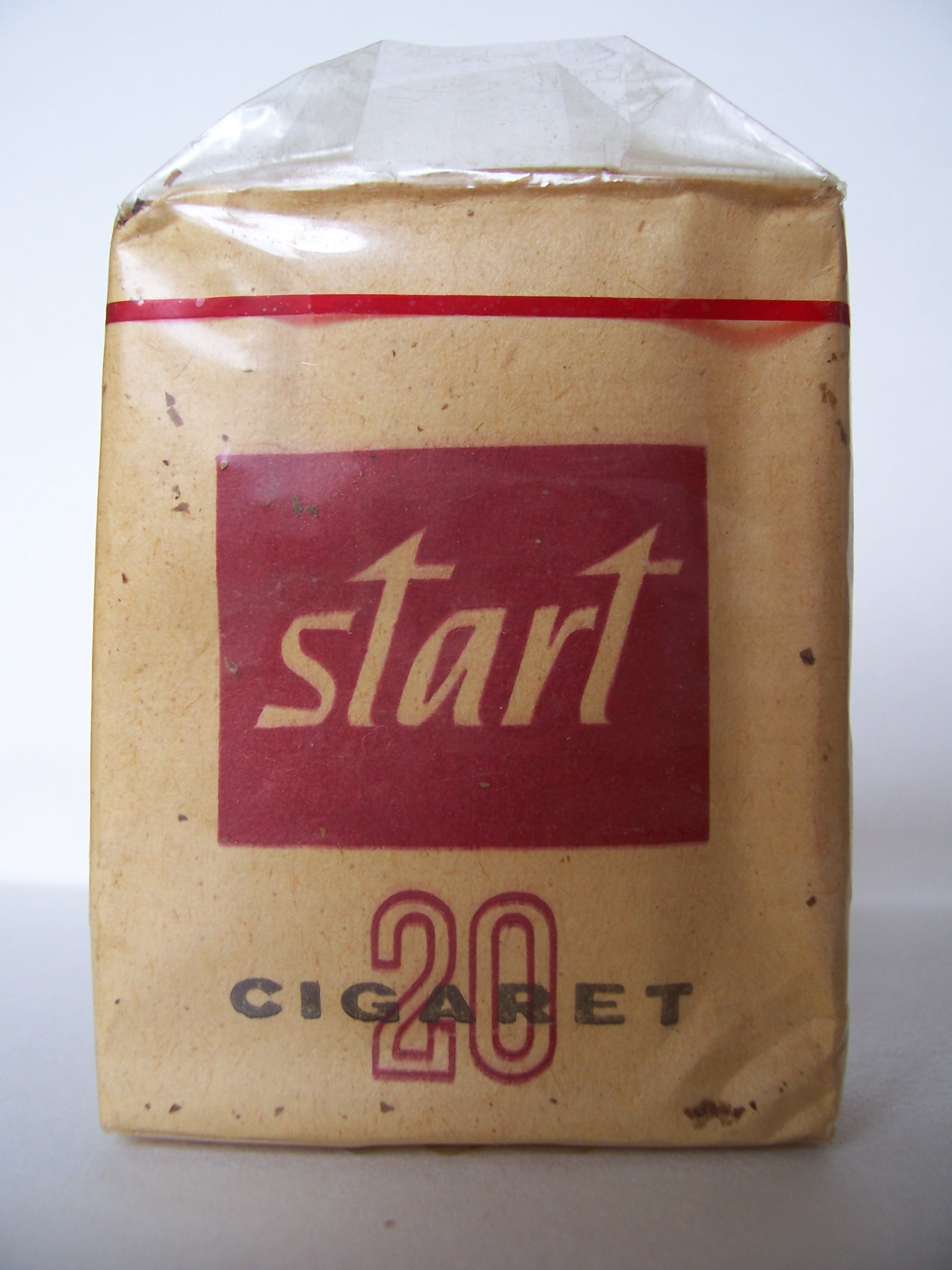
Obal cigaret Start bez filtru z 80. let

Start (lidově: startky) byla česká značka cigaret vyráběná v tabákových závodech v Kutné Hoře.

## Historie
Cigarety Start byly určeny pouze pro český a slovenský trh. Bezfiltrové cigarety Start se na československém trhu objevily v šedesátých letech 20. století, kdy končila éra poválečných značek Partyzánka a Lipa. V průběhu výroby začaly vznikat další mutace s filtrem, které jsou specifické svoji délkou 70 mm, což je, vyjma České republiky, Slovenska a Polska, pro cigarety s filtrem délka značně neobvyklá. Verze o standardní mezinárodní délce king size (85 mm) se začala vyrábět až v devadesátých letech a její celkový podíl na prodeji značky je zanedbatelný. Majitelem obchodní značky cigaret Start se později stala nadnárodní tabáková společnost Philip Morris.

## Zánik značky
Koncem roku 2013 výrobce oznámil své rozhodnutí výrobu cigaret značky Start zcela ukončit. Důvodem podle výrobce byl klesající zájem po českých cigaretách. Nahrazení krátkých cigaret Start začal výrobce nahrazovat cigaretami s nezměněnou chutí s modernizovaným obalem pod jménem Start by Chesterfield a cigarety s původním obchodním názvem Start king size nahradil modelem Chesterfield king size. Krátké cigarety bez filtru se pod obchodním názvem výrobce Start by Chesterfield prodávají ještě v roce 2024.

## Původně vyráběné druhy cigaret Start (stav k 1. 8. 2011)

### Bez filtru
- Start žluté bez filtru (pouze v měkké krabičce)

### S filtrem
- Start červené (v měkké i tvrdé krabičce)
- Start modré (lehké; v měkké i tvrdé krabičce)
- Start červené king size (pouze v tvrdé krabičce)
- Start modré king size (pouze v tvrdé krabičce)